# تفشي الكوليرا في زيمبابوي 2018-19
تفشي الكوليرا في زيمبابوي 2018-19 بدأت في 1 سبتمبر 2018 وآخر حالة تم الإبلاغ عنها حدثت في 12 مارس 2019. أعلنت حكومة زيمبابوي حالة الطوارئ الوطنية في 6 سبتمبر 2018. نشأ تفشي الكوليرا في غلينفيو إحدى ضواحي هراري عاصمة زيمبابوي، ثم انتشر إلى المقاطعات التالية في زيمبابوي: مانيكالاند وماشونالاند إيست وماشونالاند ويست وبولاوايو وماشونالاند سنترال وميدلاندز وماسفينجو وماتبيليلاند الجنوبية. أدرج آخر تقرير صادر عن المكتب الإقليمي لأفريقيا التابع لمنظمة الصحة العالمية تفشي المرض كحدث مغلق مع استمرار تفشي المرض من 6 سبتمبر 2018 إلى 12 مارس 2019. كانوا ما مجموعه 10421 حالة، وتوفي 69 شخصًا نتيجة لتفشي المرض.
كانت هناك العديد من عوامل الخطر المرتبطة بالفاشية التي وصفتها منظمة الصحة العالمية بما في ذلك الإمدادات المتقطعة في هراري، لا سيما في الضواحي عالية الكثافة مثل غلينفيو مركز تفشي المرض. كان مجلس المدينة أيضًا غير قادر على توفير ما يكفي من المياه لهراري، مما تسبب في نقص بسبب زيادة عدد سكان الحضر.
أدى هذا النقص إلى مشاكل الصرف الصحي حيث بدأ الناس في استخدام الآبار غير المنظمة والآبار، مما دفع الناس في هراري إلى شرب المياه الملوثة. تؤدي البنية التحتية المتدهورة للصرف الصحي إلى مشاكل مثل تدفق مياه الصرف الصحي الخام في مناطق هراري. كانت مشكلة الصرف الصحي الأخرى هي قيام التجار غير الرسميين ببيع سلع مثل الفاكهة مما أدى إلى تفاقم تفشي المرض. تم إنشاء أربعة مراكز لعلاج الكوليرا في هراري للتعامل مع تفشي الكوليرا الأولي. بدأت منظمة الصحة العالمية حملة لتلقيح 1.4 مليون شخص في هراري ضد الكوليرا للأشخاص الذين يعيشون في المناطق الأكثر عرضة للإصابة بالمرض في أكتوبر 2018.
لمعالجة قضايا إمدادات المياه في النقاط الساخنة الرئيسية المتضررة من الكوليرا من خلال زيادة إمدادات المياه من خلال نقل المياه بالشاحنات وإضافة خزانات المياه وإصلاح البنية التحتية للمياه الموجودة. لمعالجة قضايا الصرف الصحي ، تم توزيع مواد مثل الصابون وأقراص المعالجة بالكلور على المنازل في المناطق الساخنة.